# Бела I
Бела I (на унгарски: I. Béla), наричан и Бела Юначния, е крал на Унгария (1061 – 1063) от династията на Арпадите. Той е трети син на Вазул и Катун Анастасия, брат на Андраш I, крал на Унгария след въстанието Вата.
През 1048, след възстановяването на династията на Арпадите, Андраш прави Бела херцог на Нитра и му дава управлението на една трета от кралството („Tercia pars Regni“). Двамата споделят властта до 1053, когато на Андраш се ражда син, Шаламон. Той решава да му остави кралството в противоречие с унгарския обичай, според който трябва да бъде наследен от брат си. През 1057 Шаламон е коронясан като бъдещ крал, а през 1059 Бела заминава за Полша при крал Болеслав II.
През 1060 Бела се завръща и нанася поражение на войските на Андраш. След неговата смърт той става крал на Унгария. Краткото му управление се свързва с потушването на езически бунтове в кралството. Бела умира през 1063 при злополука – балдахинът над трона му се срутва върху него.
След смъртта на Бела император Хайнрих IV поставя на трона Шаламон, а синовете на Бела отново трябва да заминат в Полша.

## Семейство
Децата не Бела и Рихеза/Рикса Полска (* 1013, † 21 май 1075) от династията на Пястите, дъщеря на полския крал Мешко II Лямберт († 1034) и Рихеза Лотарингска († 1063), са:
1. Геза I (* 1044/1045, † 1077), крал през 1074 – 1077
2. Ласло I (* 1048, † 1095), крал през 1077 – 1095
3. Ламперт, херцог на Нитра през 1077 – 1095
4. София († 1095), омъжена I. за Улрих I от Истрия-Крайна, II. за херцог Магнус от Саксония
5. Евфемия (Людмила) († 1111), омъжена за Ото I, княз на Моравия
6. Елена/Илона († 1095), останала известна като „Красивата Елена“ в Хърватия, омъжена за хърватския крал Димитър Звонимир
7. Мария (1053 – ?), омъжена за Андроник Дука, съимператор на Византийската империя
8. Аделаида, (1050 – ?), омъжена за Фридрих II, граф на Боген